# Gloucester Point
Gloucester Point is een plaats (census-designated place) in de Amerikaanse staat Virginia, en valt bestuurlijk gezien onder Gloucester County.

## Demografie
Bij de volkstelling in 2000 werd het aantal inwoners vastgesteld op 9429.

## Geografie
Volgens het United States Census Bureau beslaat de plaats een oppervlakte van
39,8 km², waarvan 21,7 km² land en 18,1 km² water.

## Plaatsen in de nabije omgeving
De onderstaande figuur toont nabijgelegen plaatsen in een straal van 24 km rond Gloucester Point.